# 索尼影業蜘蛛人宇宙
索尼影業蜘蛛人宇宙（英語：Sony's Spider-Man Universe，簡稱），也通稱作索尼影業漫威角色宇宙（Sony Pictures Universe of Marvel Characters）和索尼漫威宇宙（Sony's Marvel Universe），是一個美國跨媒體製作的共同世界，由哥倫比亞影業與漫威娛樂聯營、索尼影視娛樂發行，根據漫威漫畫出版物中的角色改编。該宇宙的第一部作品為《猛毒》（2018年）。

## 發展

### 早期計劃
2010年1月，索尼影視娛樂宣佈重啟《蜘蛛人系列電影》。2012年3月，索尼仍然對以猛毒為主角的衍生電影感興趣，希望利用重啟的《蜘蛛人：驚奇再起》發行該片。2012年6月，製片人阿維·阿拉德和麥特·托馬赫透露《猛毒》和《蜘蛛人：驚奇再起》將參考漫威電影宇宙一樣的共享世界觀，而托馬赫說「希望這些世界終有一天能夠和平共處」。2013年12月，索尼透露計劃使用《蜘蛛人驚奇再起2：電光之戰》建立他們擁有的漫威漫畫角色的電影版權的電影宇宙，包括《猛毒》。阿拉德和托馬赫將擔任製片人。然而，由於《蜘蛛人驚奇再起2：電光之戰》的票房表現和囗碑不佳，索尼面臨著巨大的壓力，讓他們認真看待他們的計劃，重新考慮共享宇宙的方向。
在2014年的索尼影業遭黑客攻擊事件中，索尼影視娛樂的聯合主席艾米·帕斯卡和主席道格·貝爾格萊德之間的電子郵件被泄露，揭示了索尼正在計劃一部蜘蛛人動畫電影，並由菲爾·洛德與克里斯多福·米勒執導。2015年1月，索尼的高層們在峰會上討論有關蜘蛛人衍生電影的計劃。2015年2月，索尼和華特迪士尼公司旗下的漫威影業宣佈建立新的合作關係，漫威影業將為索尼製作下一部蜘蛛人電影，並將蜘蛛人加入到漫威電影宇宙中。此外，索尼仍在計劃一部沒有漫威影業參與製作的衍生電影，但該方案在11月被廢棄，因為索尼決定專注於漫威的重啟電影裡。有關蜘蛛人的動畫電影，索尼的主席湯姆·羅斯曼表示該片將與真人版蜘蛛人電影“共存”，雖然索尼曾聲稱它“將獨立存在於真人版蜘蛛人電影的項目中”。電影設置在漫威電影宇宙蜘蛛人的平行宇宙中，但故事改編自2014年漫畫《蜘蛛宇宙》，將來自不同宇宙的蜘蛛人集合起來。

### 製作
2016年3月，索尼影視娛樂宣佈復興《猛毒》的計劃，該片預想是一部與《蜘蛛人：返校日》完全無關的獨立電影，意味著將推出索尼自己的共享宇宙。2017年5月，索尼宣佈《猛毒》並不是一部衍生電影，並將正式啟動名為「索尼漫威宇宙」的共享宇宙。同年7月，哥倫比亞影業的主席桑福德·帕尼奇解釋他們希望“為每個財產做最好的事情。我只是想尊重原始的DNA”。因為這樣，索尼希望每個製片人會讓每部電影都擁有自己獨特的風格，而不是像凱文·費吉一樣一個人監管整個電影宇宙。該工作室還想避免與“傳統漫畫電影”一樣，打算向恐怖或喜劇等不同類型發展，等級設定為R級（限制級），甚至以低於平常的預算製作電影。2018年3月，索尼的執行副總裁帕拉克·帕特爾（Palak Patel）正監督該宇宙的所有電影。
2018年7月，《Vulture》採訪了幾位參與該宇宙的創作者，試圖減輕粉絲對索尼計劃的擔憂。《蜘蛛人：返校日》的編劇強納森·高斯汀說電影宇宙的未來將取決於《猛毒》，並指出其他工作室過去一直在努力複製漫威電影宇宙的成功。漫威漫畫的重要作者之一布萊恩·米高·本迪斯亦注意到索尼構建共享宇宙的計劃，他對此表示“很酷。粉絲們不會對他們正在做的事情感到惱火”。本迪斯補充說，一些漫威電影宇宙系列電影，例如他也有參與的2008年電影《鋼鐵人》和2014年電影《星際異攻隊》，亦因觀眾普遍對這些角色缺乏認識而被認為有潛在風險，但這些電影最終仍取得了成功，因此索尼可大膽採用一些一些鮮為人知的蜘蛛人漫畫系列中的角色。8月，該宇宙在索尼內部被稱為「索尼漫威角色宇宙」。索尼確認擁有900多個漫威漫畫角色的權利，帕尼奇解釋“蜘蛛人連接了很多角色，包括反派、英雄、反英雄和很多的女性角色”。當被問及《猛毒》是否會“連接”至漫威電影宇宙時，索尼表示尚未肯定，但《猛毒》將與其他電影有一些“關鍵點”。
隨著2018年電影《猛毒》的成功，帕斯卡表示索尼“之前擱置的計劃”可以實現，包括基於邪惡六人組的跨界電影。2019年3月，索尼董事長托尼·文西奎拉表示，已經計劃好共享宇宙的“未來七、八年”。

### 漫威電影宇宙
2017年6月，漫威影業的總裁凱文·費吉表示因為《猛毒》是索尼影視娛樂自己的電影計劃，與漫威電影宇宙沒有任何關聯。然而，製片人艾米·帕斯卡很快澄清說索尼有意讓《猛毒》與《蜘蛛人：返校日》設置在“同一個世界”上。她補充說，《猛毒》將與索尼漫威宇宙的下一部電影《銀貂與黑貓》有關，湯姆·霍蘭德版本的蜘蛛人亦有可能在該宇宙中出現。湯姆·霍蘭德除了蜘蛛人三部曲和其他幾部漫威電影宇宙系列電影外並沒有與其他的電影簽約，但索尼仍打算讓霍蘭德版本的蜘蛛人出現在他們宇宙的電影中。2018年8月，索尼正積極計劃讓蜘蛛人連接於他們宇宙的電影中，將蜘蛛人和猛毒描述為“已經在同一個宇宙中...我們期待著未來他們兩個碰面”。索尼對未來與漫威合作持開放態度，對漫威電影宇宙的角色客串他們的宇宙感興趣，也願意讓他們的角色出現在漫威電影宇宙中。12月，《猛毒》的編劇傑夫·皮克納在被問到電影是否與《蜘蛛人：返校日》設置於同一個宇宙時，表示蜘蛛人不可能在未來的《猛毒》電影中扮演重要角色。帕斯卡補充說，在提到漫威電影宇宙的蜘蛛人電影與索尼共享宇宙電影和蜘蛛宇宙系列之間的交叉時，“有一個一切都融合在一起的世界”，但霍蘭德受到與漫威影業的合同的限制。
2019年8月，漫威影業與其母公司華特迪士尼公司花了幾個月的時間討論擴大與索尼的交易，迪士尼希望在保持原協議條款不變的情況下加入比最初商定更多的電影。迪士尼對費吉製作漫威電影宇宙非蜘蛛俠電影的工作量表示擔憂，並要求在未來費吉為索尼製作的任何電影中獲得25-50%的股份。由於無法達成協議，索尼宣布將在缺少費吉或漫威的情況下繼續拍攝下一部蜘蛛人電影。索尼承認在未來可能會發生改變，並感謝費吉在《蜘蛛人：返校日》和《蜘蛛人：離家日》的工作，表示將繼續費吉幫助他們走上的道路。《好萊塢報導》補充說，協議的結束“幾乎可以肯定是”意味著霍蘭德的蜘蛛人將不再出現在漫威電影宇宙中，但“顯著增加”角色與索尼其他漫威電影交叉的機會，例如《猛毒》系列電影和當時正在製作的《魔比斯》。9月，文西奎拉表示“蜘蛛人重返漫威電影宇宙的大門暫時關閉”，並確認該角色將與索尼的共享宇宙整合，表示“他將扮演其他索尼擁有的角色”。為回應粉絲的強烈反對，文西奎拉補充說：“那些漫威的人非常棒，我們非常尊重他們，但另一方面我們也有一些非常了不起的人。凱文並沒有完成所有工作......我們完全有能力做我們必須做的事。”
在迪士尼兩年一度的D23大會上受到粉絲的負面反應，以及在親自與索尼主席羅斯曼和迪士尼的首席執行官鮑勃·伊格爾交談的霍蘭德敦促下，迪士尼開始重新與索尼談判。月尾，索尼和迪士尼宣布新協議允許漫威和費吉為索尼製作第三部漫威電影宇宙的蜘蛛人電影。據報導，迪士尼將為電影共同出資25%，以換取電影的25%利潤，同時保留該角色的商品銷售權。該協議還允許霍蘭德的蜘蛛人出現在未來的漫威電影中，費吉表示向前推進漫威電影宇宙的蜘蛛人將能夠“跨越電影宇宙”並出現在索尼的共享宇宙中。據說這種互動是兩個系列之間的“互相呼應”，因為他們承認鬆散描述為一個共享細節宇宙的兩者之間的細節。索尼將之前與漫威合作的電影描述為“大合作”，並表示與許多粉絲的願望相同。帕尼奇在2021年5月承認粉絲們對兩個宇宙之間的關係感到困惑和沮喪，但他表示有計劃澄清這一點，並相信已經“讓人們更清楚我们的目标”。他補充說，《蜘蛛人：無家日》的上映將揭示更多關於這一計劃。
《蜘蛛俠：無家日》和《猛毒2：血蜘蛛》的片尾畫面顯示了兩個宇宙之間的連結，費吉表示兩部電影的團隊之間進行了很多協調來製作這兩個場景。繼索尼蜘蛛人宇宙的角色猛毒在《蜘蛛俠：無家日》的片尾畫面中意外地在漫威電影宇宙留下一小撮共生體後，漫威電影宇宙角色禿鷹在《魔比斯》的片尾畫面中從漫威電影宇宙穿越到了索尼蜘蛛人宇宙，並向索尼蜘蛛人宇宙的角色吸血鬼魔比斯提出組建一支團隊來對付蜘蛛人。2022年4月尾，《製作周刊》在其關於即將開發項目的報告中透露漫威影業將聯合製作《蜘蛛夫人》、《死神》和《猛毒最終章：最後一舞》，費吉將被列為《蜘蛛夫人》和另外兩部漫威影業聯合製作的未指明電影的製片人。六月，洛德與米勒表示打算讓索尼蜘蛛人宇宙和蜘蛛宇宙系列通過多元宇宙連接到漫威電影宇宙，而索尼蜘蛛人宇宙和蜘蛛宇宙系列已率先於2023年電影《蜘蛛人：穿越新宇宙》進行聯動。

## 電影
| 序 | 電影                     | 美國上映日期   | 導演              | 編劇                                                 | 監製                                                              |
| -- | ------------------------ | -------------- | ----------------- | ---------------------------------------------------- | ----------------------------------------------------------------- |
| 1  | 《猛毒》                 | 2018年10月5日  | 魯賓·弗來舍       | 傑夫·皮克納 史考特·羅森堡 凱莉·馬修                  | 阿維·阿拉德 麥特·托馬赫 艾米·帕斯卡                               |
| 2  | 《猛毒2：血蜘蛛》        | 2021年10月1日  | 安迪·瑟克斯       | 凱莉·馬修                                            | 阿維·阿拉德 麥特·托馬赫 艾米·帕斯卡 哈奇·帕克                     |
| 3  | 《魔比斯》               | 2022年4月1日   | 丹尼爾·伊斯皮諾薩 | 麥特·薩扎瑪＆柏克·沙普利斯 阿特·瑪亢＆麥特·哈洛威    | 阿維·阿拉德 麥特·托馬赫 盧卡斯·福斯特                             |
| 4  | 《蜘蛛夫人》             | 2024年2月14日  | S·J·克拉克森      | 麥特·薩扎瑪＆柏克·沙普利斯 克萊爾·帕克＆S·J·克拉克森 | 洛倫佐·迪·波納文圖拉                                              |
| 5  | 《猛毒最終章：最後一舞》 | 2024年10月25日 | 凱莉·馬修         | 凱莉·馬修                                            | 阿維·阿拉德 麥特·托馬赫 艾米·帕斯卡 凱莉·馬修 湯姆·哈迪 哈奇·帕克 |
| 6  | 《獵人克萊文》           | 2024年12月13日 | J·C·錢德爾        | 阿特·瑪亢＆麥特·哈洛威 李察·威克                     | 阿維·阿拉德 麥特·托馬赫                                           |

### 《猛毒》（2018）
在醜聞發生後，記者艾迪·布洛克試圖通過調查生命基金會來恢復他的職業生涯，但他意外接觸到外星共生體，只要他們結合就能賦予布洛克強大的力量。
2016年3月，索尼宣佈將重啟《猛毒》電影的計劃。一年後，據報道史考特·羅森堡和傑夫·皮克納正在編寫劇本。2017年5月，索尼宣佈湯姆·哈迪飾演艾迪·布洛克，並由魯賓·弗來舍執導電影。凱莉·馬修後來加盟編寫劇本。主體拍攝在2017年10月至2018年1月於亞特蘭大、紐約市和舊金山進行。電影將於2018年10月5日在美國上映。2018年8月，哈迪透露他已經簽下另外兩部《猛毒》電影合約。

### 《猛毒2：血蜘蛛》（2021）
2018年5月，伍迪·哈里遜透露，他的角色會在《猛毒》客串登場，並預計將在《猛毒》續集中扮演重要角色。2019年1月，索尼在聘請凱莉·馬修撰寫劇本後正式開始製作該電影。哈迪、威廉絲和哈里遜確認回歸出演電影，但弗來舍因參與《屍樂園：髒比雙拼》製作而檔期衝突不會回歸。2019年8月，宣布由安迪·瑟克斯執導電影。《猛毒2：血蜘蛛》定於2020年10月2日上映。2020年4月，由於受2019冠狀病毒病疫情影響，本片延期至2021年6月25日在美國上映。2021年3月，本片延期至2021年9月21日在美國上映。2021年9月，本片再度延期至2021年10月1日在美國上映。

### 《魔比斯》（2022）
在索尼的“秘密開發過程”後，麥特·薩扎瑪和柏克·沙普利斯為魔比斯電影編寫了劇本。2018年6月，據報道傑瑞德·雷托將飾演魔比斯，並由丹尼爾·伊斯皮諾薩執導電影。《魔比斯》定於2022年4月1日在美國上映。電影最初定於2020年7月10日在美國上映，後受2019冠狀病毒病疫情影響，上映日期分別延期至2020年7月31日、2021年3月19日、2021年10月8日、2022年1月21日以及2022年1月28日。

### 《蜘蛛夫人》（2024）
在完成《魔比斯》劇本之後，索尼聘請麥特·薩扎瑪和柏克·沙普利斯為蜘蛛夫人執筆劇本。2020年5月，索尼聘請S·J·克拉克森執導女性主角電影，據信這部電影極有可能就是《蜘蛛夫人》。索尼有意邀請查理茲·塞隆或艾美·亞當斯出演影片。2022年2月，達珂塔·強生與索尼進入商談階段，有望出演女主角蜘蛛夫人。同月，克拉克森確定執導影片。2022年4月，達珂塔·強生確定領銜出演標題角色蜘蛛夫人。《蜘蛛夫人》原定於2023年10月6日在美國上映。2022年9月，電影延期至2024年2月14日在美國上映。

### 《猛毒最終章：最後一舞》（2024）
2018年8月，主演湯姆·哈迪透露他已經與索尼影業簽下三部《猛毒》電影合約。2021年9月，哈迪表示自己深入參與製作《猛毒》系列電影，未來影片中包含多元宇宙的相關理念。導演安迪·瑟克斯表示漫威電影宇宙中的「蜘蛛人」彼得·帕克會與《猛毒》系列電影產生劇情連動，他希望繼續執導《猛毒3》，雷文克勞夫精神病院中關押的多名超級反派將出現於影片之中。哈迪和瑟克斯希望在《猛毒3》中引入龍形共生體怪物格倫岱爾（Grendel）。2022年4月，索尼正式確定開發影片，湯姆·哈迪確定回歸出演男主角「猛毒」艾迪·布洛克。2022年6月，哈迪透露凱莉·馬修正在撰寫劇本，而哈迪也與馬修共同撰寫故事。2022年10月，宣佈該片由馬修執導。電影原定於2024年7月12日在美國上映。2023年7月，延後至11月8日上映。2024年3月，公布正式片名為《猛毒最終章：最後一舞》（Venom: The Last Dance），並提前至2024年10月25日於美國上映
。

### 《獵人克萊文》（2024）
2017年6月，索尼正考慮製作一部改編自獵人克萊文的電影。2018年8月，索尼聘請李察·威克編寫劇本。2020年8月，J·C·錢德爾與索尼進入商談階段，有意執導該影片，同時報道稱阿特·瑪亢和麥特·哈洛威將重寫劇本。2021年5月，據報導亞倫·強森將出演角色獵人克萊文，並確認由J·C·錢德爾執導電影。《獵人克萊文》原定於2023年1月13日在美國上映。2022年9月，電影延期至2023年10月6日在美國上映。2023年7月，再度延期至2024年8月30日。之後再度延期至2024年12月13日。

#### 其他項目
- 《邪惡六人組》：2013年12月，索尼計劃在他們的電影宇宙裡加入改編自邪惡六人組的電影，並由德魯·戈達德撰寫劇本[90]。2014年4月，戈達德確認執導該電影[91]。2015年11月，電影被認為已取消製作，因為索尼當時決定專注於漫威的重啟電影裡[13]。但在2018年12月，由於《猛毒》的成功，帕斯卡表示該電影再次「活著」，並等待戈達德執導電影[28]。

- 《守夜神》：2017年9月，索尼正積極開發一部改編自角色守夜神（英语：Nightwatch (comics)）的電影，由艾德華·雷克爾特編寫劇本，而索尼希望史派克·李執導電影[92]。2018年3月，據報導李對該項目感興趣，而奇歐·霍達利·寇克（英语：Cheo Hodari Coker）重寫劇本[93]。10月，李離開了該項目[94]。

- 《頭獎》：2018年8月，索尼考慮將頭獎（英语：Jackpot (comics)）引入索尼漫威宇宙之中[22]。2020年5月，索尼聘請馬克·古根海姆（英语：Marc Guggenheim）執筆編劇，他曾為該角色創作過漫畫[73]。

- 《死神》：2022年4月，索尼確定開發以「死神」胡安卡洛斯（Juan-Carlos Estrada Sanchez / El Muerto）為主角的電影，壞痞兔領銜出演男主角，並定於2024年1月12日上映[95]。2023年6月，由於2023年美國編劇協會大罷工以及壞痞兔的巡演，索尼把原定上映日期撤下[96]。

- 未定名羅柏托·奧契項目：2020年3月，索尼聘請電影《蜘蛛人驚奇再起2：電光之戰》編劇羅柏托·奧契執筆劇本，該電影設定於索尼漫威宇宙[97]。

- 未定名奧利維亞·魏爾德項目：2020年8月，索尼聘請奧利維亞·魏爾德執導一部以女性超級英雄為主角的影片[98]。魏爾德和凱蒂·西爾伯曼（英语：Katie Silberman）聯合創作劇本，女蜘蛛人（英语：Spider-Woman）可能被引入該影片[99]。艾米·帕斯卡擔當影片監製[98]。

- 未定名催眠騙子項目：2022年12月，索尼正開發一部聚焦於反派催眠騙子（英语：Hypno-Hustler），由唐納·葛洛佛主演及監製，邁爾斯·墨菲（Myles Murphy）編劇。葛洛佛此前曾在《蜘蛛人：返校日》中飾演亞倫·戴維斯（英语：Prowler (Marvel Comics)）[100]。

- 其他項目：2017年6月，據報道索尼曾考慮將神秘客引入索尼漫威宇宙中[26]。但後來該角出現在2019年漫威電影宇宙電影《蜘蛛人：離家日》中，並由傑克·葛倫霍飾演[101]。2018年6月底，索尼和艾米·帕斯卡已經開始發展有關蛛絲的電影[102]。索尼目前正在尋找編劇人選[22]。

## 電視劇
| 劇集           | 季數 | 集数 | 集数 | 上線日期 | 上線日期 | 上線日期 | 首席編劇                     | 狀態     |
| 劇集           | 季數 | 集数 | 集数 | 首映     | 季终     | 电视网   | 首席編劇                     | 狀態     |
| -------------- | ---- | ---- | ---- | -------- | -------- | -------- | ---------------------------- | -------- |
| 《暗影蜘蛛人》 | 1    | 8    | 8    | 2026年   | 待定     | MGM+     | 奧倫·尤齊爾和史蒂夫·萊特福特 | 後期制作 |

### 《暗影蜘蛛人》（2026）
2023年2月，索尼透露正在開發關於暗影蜘蛛人的真人電視劇，2023年在罷工之後，確定由尼古拉斯·凯奇飾演本劇主角暗影蜘蛛人。

### 其他項目
2019年9月，索尼稱計劃為索尼漫威宇宙開發五至六部電視劇。
- 《銀貂與黑貓》：索尼曾多次嘗試製作有關《蜘蛛人》女性超級英雄的衍生電影。2017年3月，索尼聘請克里斯多福·尤斯特（英语：Christopher Yost）為銀貂和黑貓的電影編寫劇本[104]。同年5月，索尼正式將電影命名為《銀貂與黑貓》和吉娜·普林斯-拜斯伍德簽約執導電影，並將重寫劇本[105][106]。2018年2月，據報導麗莎·喬伊和琳西·貝爾同為編劇之一[107]。然而，該片於2018年8月被分拆成兩部獨立電影。雖然普林斯-拜斯伍德將擔任該兩部電影的監製，但她尚未為執導該兩部電影作出最終決定[22]。2020年1月，據信該項目將被開發為電視劇[108]。4月，監製吉娜·普林斯-拜斯伍德證實這一消息，表示這可能會是一部限定劇，有望於Disney+播出[109]。

- 《蛛絲》：2020年9月，索尼透露正在開發關於蛛絲的真人電視劇，菲爾·洛德與克里斯多福·米勒以及艾米·帕斯卡（英语：Amy Pascal）擔當執行監製，索尼聘請勞倫·穆恩（Lauren Moon）執筆編劇[103]。湯姆·斯佩齊亞（英语：Tom Spezialy）擔當節目統籌[110]。2021年4月，《蛛絲》確定由亞馬遜工作室發行，定於亞馬遜影片首播，同時開啟選角工作[111]。

2024年12月，在《獵人克萊文》上映前夕，外媒《The Wrap》報導指索尼已停止開發蜘蛛人配角的故事，《獵人克萊文》將成為索尼蜘蛛人宇宙最後一部電影。。

## 演員及角色
| 角色                               | 《猛毒》               | 《猛毒2：血蜘蛛》           | 《魔比斯》              | 《蜘蛛夫人》           | 《猛毒最終章：最後一舞》 | 《獵人克萊文》         |  |
| 角色                               | 2018                   | 2021                        | 2022                    | 2024                   | 2024                     | 2024                   |  |
| 漫威電影宇宙初登場角色             | 漫威電影宇宙初登場角色 | 漫威電影宇宙初登場角色      | 漫威電影宇宙初登場角色  | 漫威電影宇宙初登場角色 | 漫威電影宇宙初登場角色   | 漫威電影宇宙初登場角色 |  |
| ---------------------------------- | ---------------------- | --------------------------- | ----------------------- | ---------------------- | ------------------------ | ---------------------- |  |
| J·喬納·詹姆森                      |                        | J·K·西蒙斯UA                |                         |                        |                          |                        |  |
| 彼得·帕克 蜘蛛人                   |                        | 汤姆·赫兰德AP               |                         |                        |                          |                        |  |
| 亞德里安·圖姆斯 禿鷹               |                        |                             | 麥可·基頓               |                        |                          |                        |  |
| 《猛毒》初登場角色                 |                        |                             |                         |                        |                          |                        |  |
| 艾迪·布洛克 猛毒                   | 湯姆·哈迪              | 湯姆·哈迪                   |                         |                        | 湯姆·哈迪                |                        |  |
| 陳太太                             | 佩吉·陸                | 佩吉·陸                     |                         |                        | 佩吉·陸                  |                        |  |
| 卡爾頓·德瑞克 暴動                 | 里茲·阿邁德            |                             |                         |                        |                          |                        |  |
| 克萊圖斯·卡薩迪 血蜘蛛             | 伍迪·哈里遜UC          | 伍迪·哈里遜傑克·班德拉Y     |                         |                        |                          |                        |  |
| 丹·路易斯                          | 雷德·史考特            | 雷德·史考特                 |                         |                        |                          |                        |  |
| 朵拉·史科斯                        | 珍妮·斯蕾特            |                             |                         |                        |                          |                        |  |
| 羅蘭·崔斯                          | 史考特·荷茲            |                             |                         |                        |                          |                        |  |
| 安妮·威寧                          | 蜜雪兒·威廉絲          | 蜜雪兒·威廉絲               |                         |                        |                          |                        |  |
| 《猛毒2：血蜘蛛》初登場角色        |                        |                             |                         |                        |                          |                        |  |
| 法蘭西絲·巴瑞森 尖嘯               |                        | 娜歐蜜·哈瑞絲               |                         |                        |                          |                        |  |
| 派翠克·墨里根                      |                        | 史提芬·格拉漢姆西恩·迪蘭尼Y |                         |                        | 史提芬·格拉漢姆          |                        |  |
| 《魔比斯》初登場角色               |                        |                             |                         |                        |                          |                        |  |
| 瑪婷·班卡弗特                      |                        |                             | 安卓·亞霍娜             |                        |                          |                        |  |
| 麥可·魔比斯                        |                        |                             | 傑瑞德·雷托             |                        |                          |                        |  |
| 路尚恩／麥洛                       |                        |                             | 麥特·史密斯約瑟夫·埃森Y |                        |                          |                        |  |
| 埃米爾·尼可拉斯                    |                        |                             | 傑瑞德·哈里斯           |                        |                          |                        |  |
| 阿爾韋托·羅德里格斯                |                        |                             | 阿爾·馬德里加爾         |                        |                          |                        |  |
| 賽門·史特勞德                      |                        |                             | 泰瑞斯·吉布森           |                        |                          |                        |  |
| 《蜘蛛夫人》初登場角色             |                        |                             |                         |                        |                          |                        |  |
| 茱莉亞·卡彭特 蜘蛛女               |                        |                             |                         | 席德妮·史威尼          |                          |                        |  |
| 馬蒂·布蘭克林 蜘蛛女               |                        |                             |                         | 賽麗絲·歐康納          |                          |                        |  |
| 安雅·科拉松 蜘蛛女                 |                        |                             |                         | 伊莎貝拉·莫賽德        |                          |                        |  |
| 班·帕克                            |                        |                             |                         | 亞當·史考特            |                          |                        |  |
| 瑪莉·帕克                          |                        |                             |                         | 艾瑪·羅勃茲            |                          |                        |  |
| 以西結·希姆斯                      |                        |                             |                         | 塔哈·拉辛              |                          |                        |  |
| 卡珊卓·韋伯 蜘蛛夫人               |                        |                             |                         | 達珂塔·強生            |                          |                        |  |
| 《猛毒最終章：最後一舞》初登場角色 |                        |                             |                         |                        |                          |                        |  |
| 雷克斯·史特里克蘭                  |                        |                             |                         |                        | 奇維托·艾吉佛            |                        |  |
| 泰迪·佩恩博士 苦痛                 |                        |                             |                         |                        | 茱諾·坦普                |                        |  |
| 馬丁·穆恩                          |                        |                             |                         |                        | 萊斯·伊凡                |                        |  |
| 諾娃·穆恩                          |                        |                             |                         |                        | 阿萊娜·尤波奇            |                        |  |
| 薩蒂·聖誕                          |                        |                             |                         |                        | 克拉克·拜寇              |                        |  |
| 《獵人克萊文》初登場角色           |                        |                             |                         |                        |                          |                        |  |
| 謝爾蓋·克拉維諾夫 獵人克萊文       |                        |                             |                         |                        |                          | 亞倫·強森              |  |
| 尼古拉·克萊維諾夫                  |                        |                             |                         |                        |                          | 羅素·克洛              |  |
| 卡呂普索·埃兹利                    |                        |                             |                         |                        |                          | 亞莉安娜·黛博塞        |  |
| 狄米崔·史莫迪耶科夫 變色龍         |                        |                             |                         |                        |                          | 佛列德·海辛爾          |  |
| 異鄉人                             |                        |                             |                         |                        |                          | 克里斯多福·阿伯特      |  |
| 阿列克謝·塞爾斯維奇 犀牛人         |                        |                             |                         |                        |                          | 亞歷桑德羅·尼沃拉      |  |

## 迴響

### 票房表現
| 序   | 電影              | 美國上映日期  | 票房收入     | 票房收入       | 票房收入       | 票房歷史總榜排名 | 票房歷史總榜排名 | 製作成本          | 來源            |
| 序   | 電影              | 美國上映日期  | 北美         | 北美之外       | 全球           | 北美             | 全球             | 製作成本          | 來源            |
| ---- | ----------------- | ------------- | ------------ | -------------- | -------------- | ---------------- | ---------------- | ----------------- | --------------- |
| 1    | 《猛毒》          | 2018年10月5日 | $213,515,506 | $642,569,645   | $856,085,151   | 186              | 73               | 1億美元           | [ 144 ]         |
| 2    | 《猛毒2：血蜘蛛》 | 2021年10月1日 | $213,550,366 | $293,313,226   | $506,863,592   | 191              | 222              | 1.1億美元         | [ 145 ] [ 146 ] |
| 3    | 《魔比斯》        | 2022年4月1日  | $73,865,530  | $93,595,431    | $167,460,961   | 1,898            | 1,652            | 7500萬–8300萬美元 | [ 147 ] [ 148 ] |
| 4    | 《蜘蛛夫人》      | 2024年2月14日 | $43,817,106  | $56,481,711    | $100,298,817   | 2,120            | 1,856            | 8000萬美元        | [ 149 ] [ 150 ] |
| 總數 | 總數              | 總數          | $544,748,508 | $1,085,960,013 | $1,630,708,885 | –                | –                | 365–389百萬美元   | [ 151 ]         |

### 評價
| 序 | 電影              | 專業評價         | 專業評價       | 公眾評價 |
| 序 | 電影              | 爛番茄           | Metacritic     | 影院評分 |
| -- | ----------------- | ---------------- | -------------- | -------- |
| 1  | 《猛毒》          | 30%（359篇評論） | 35（46篇評論） | B+       |
| 2  | 《猛毒2：血蜘蛛》 | 57%（281篇評論） | 49（48篇評論） | B+       |
| 3  | 《魔比斯》        | 15%（283篇評論） | 35（55篇評論） | C+       |
| 4  | 《蜘蛛夫人》      | 11%（246篇評論） | 26（51篇評論） | C+       |

## 相關電影
| 電影                   | 美國上映日期   | 導演                                         | 編劇                                                                          | 監製                                                                  | 狀態         |
| 漫威電影宇宙           | 漫威電影宇宙   | 漫威電影宇宙                                 | 漫威電影宇宙                                                                  | 漫威電影宇宙                                                          | 漫威電影宇宙 |
| ---------------------- | -------------- | -------------------------------------------- | ----------------------------------------------------------------------------- | --------------------------------------------------------------------- | ------------ |
| 《蜘蛛人：返校日》     | 2017年7月7日   | 強·華茲                                      | 喬納森·戈爾茨坦 約翰·戴利 強·華茲 克里斯多福·福特 克里斯·麥肯納 艾瑞克·桑默斯 | 凱文·費吉和艾米·帕斯卡                                                | 已上映       |
| 《蜘蛛人：離家日》     | 2019年7月2日   | 強·華茲                                      | 克里斯·麥肯納 艾瑞克·桑默斯                                                   | 凱文·費吉和艾米·帕斯卡                                                | 已上映       |
| 《蜘蛛人：無家日》     | 2021年12月17日 | 強·華茲                                      | 克里斯·麥肯納 艾瑞克·桑默斯                                                   | 凱文·費吉和艾米·帕斯卡                                                | 已上映       |
| 蜘蛛宇宙系列           |                |                                              |                                                                               |                                                                       |              |
| 《蜘蛛人：新宇宙》     | 2018年12月14日 | 鮑伯·培斯奇提 彼得·拉姆齊 羅德尼·羅斯曼      | 菲爾·洛德 羅德尼·羅斯曼                                                       | 阿維·阿拉德 艾米·帕斯卡 菲爾·洛德 克里斯多福·米勒 克里斯蒂娜·史丹柏格 | 已上映       |
| 《蜘蛛人：穿越新宇宙》 | 2023年6月2日   | 瓦昆·杜斯·山托斯 肯普·包沃斯 賈斯汀·K·湯普森 | 大衛·卡拉哈姆 菲爾·洛德 克里斯多福·米勒                                       | 艾米·帕斯卡 菲爾·洛德 克里斯多福·米勒 阿維·阿拉德 克里斯蒂娜·史丹柏格 | 已上映       |
| 《蜘蛛人：超越新宇宙》 | 2027年6月4日   | 瓦昆·杜斯·山托斯 肯普·包沃斯 賈斯汀·K·湯普森 | 大衛·卡拉哈姆 菲爾·洛德 克里斯多福·米勒                                       | 艾米·帕斯卡 菲爾·洛德 克里斯多福·米勒 阿維·阿拉德 克里斯蒂娜·史丹柏格 | 製作中       |
| 未命名《女蜘蛛人》電影 | 待定           | 勞倫·蒙哥馬利                                | 貝克·史密斯                                                                   | 艾米·帕斯卡 菲爾·洛德 克里斯多福·米勒                                 | 開發中       |